# George W. Webster
George Wood Webster (geboren am 1. Dezember 1870 in Oshkosh, Wisconsin; gestorben am 30. Juli 1953 in Minneapolis, Minnesota) war ein amerikanischer Eisenbahnmanager. Er war Präsident der Minneapolis, St. Paul and Sault Ste. Marie Railway (Soo Line).

## Leben
George W. Webster begann 1886 als Büroangestellter für die Milwaukee, Lake Shore and Western Railroad zu arbeiten. 1893 wechselte er zur Wisconsin Central Railway und wurde Sekretär des Zwangsverwalters und später des Präsidenten. 1906 wurde er Secretary (Geschäftsführer) dieser Bahngesellschaft und nach deren Übernahme durch die Minneapolis, St. Paul and Sault Ste. Marie Railway 1909 führte er diese Position bei der Muttergesellschaft fort.
Ab 1922 war er Vizepräsident der Soo Line. Zum 1. September 1937 wurde er als Nachfolger von Clive T. Jaffray Präsident der Bahngesellschaft. Auf Grund der Weltwirtschaftskrise sowie schlechten Ernten musste die Gesellschaft zum Jahresende 1937 Insolvenz anmelden und George W. Webster wurde gemeinsam mit Joseph Chapman zum gerichtlich bestellten Konkursverwalter ernannt. Unter seiner Leitung erfolgte die 1944 abgeschlossene Reorganisation des Unternehmens. Er trat mit dem Ende der Konkursverwaltung in den Ruhestand, blieb aber Mitglied des Aufsichtsrates bis zum September 1952.
Nach langer Krankheit verstarb er am 30. Juli 1953.